# Skippenita
La skippenita és un mineral de la classe dels sulfurs, que pertany al grup de la tetradimita. Rep el nom en honor de George Skippen (n. 1936), petròleg metamòrfic i professor de geologia a la Universitat de Carleton, a Ottawa, Ontario.

## Característiques
La skippenita és un sulfur de fórmula química Bi₂TeSe₂. Cristal·litza en el sistema trigonal. La seva duresa a l'escala de Mohs és 2,5.
Segons la classificació de Nickel-Strunz, la skippenita pertany a «02.DC - Sulfurs metàl·lics, amb variable proporció M:S» juntament amb els següents minerals: hedleyita, ikunolita, ingodita, joseïta-B, kawazulita, laitakarita, nevskita, paraguanajuatita, pilsenita, sulfotsumoïta, tel·lurantimoni, tel·lurobismutita, tetradimita, tsumoïta, baksanita, joseïta-C, protojoseïta, sztrokayita, vihorlatita i tel·luronevskita.

## Formació i jaciments
Va ser descoberta al dipòsit d'urani de les muntanyes Otish, a Baie-James, dins la regió de Nord-du-Québec (Quebec, Canadà). També ha estat descrita en algunes mines del municipi de Moctezuma (Sonora, Mèxic), a la mina Skouries (Aristotelis, Grècia), així com al dipòsit d'Ozernovskoe i a l dipòsit d'or de Kochkar, tots dos a Rússia.